# Vale Tudo (Portugal)
Vale Tudo, conhecido também como Vale Tudo - Especial, é um game show português cujo objetivo é a diversão entre os convidados em diversos jogos. O programa estreou a 13 de janeiro de 2013 na SIC e é apresentado por João Manzarra.
O programa baseia-se no formato original francês do programa Vendredi tout est permis, transmitido pela TF1.

## Produção

### Versão especial
A partir de 6 de março de 2023 o programa passa a ser exibido diariamente, às 19 horas, ora em direto ora gravado, com o título "Vale Tudo - Especial", tendo como objetivo subir os resultados do canal no horário. Como tal não se verificou, terminou a 21 de abril de 2023, ao fim de 29 episódios emitidos. Dois dos episódios gravados previamente, que não chegaram a ser exibidos na versão diária, foram emitidos, de forma irregular, ao final das noites de fim de semana. Posteriormente, a partir de 10 de janeiro de 2024, os 23 episódios restantes deram origem a uma segunda temporada da versão diária do formato emitida diariamente na OPTO.
Em dezembro de 2024, foi anunciada uma terceira temporada com 3 episódios para ser transmitida no fim do ano em simultâneo na SIC e na OPTO. Os primeiros 2 episódios foram escolhidos para fazer a transição entre o fim da segunda temporada do Hell's Kitchen: Famosos e a estreia da quinta temporada de A Máscara. O terceiro e último episódio foi escolhido para a passagem de ano de 2024 para 2025.

## Jogos
- Vamos Dançar
- ABCorpo
- Quiz (ou O Meu Nome é...)
- Fotomímica
- Cenário Inclinado
- Por um Fio
- Roda a Banda
- O Berço
- Palavras Proibidas
- Proibido Cantar
- Mímica a Dobrar
- Cenário Deitado
- Dança de Domingo à Noite
- A Serenata
- O Maestro
- Sempre a Cantar
- Karaoke em Português
- Sombras Chinesas
- Pânico no Hospital
- Palavras Dançadas
- Conversa Fiada
- Todos a Dançar
- Banda Sonora
- Karaoke Surpresa
- Histórias em ABC
- Voz Off
- Roda a Banda a Dobrar
- Traço a Traço
- Responde se Puderes
- Contador de Histórias
- DJ Roda
- O Quarto de Shin Lu
- Televendas
- Sempre a Saltar
- Tchim Tchim
- Caretas
- Cadeira Russa
- Desinformação
- Fotogaga
- Reis da Pista
- Conversa de Surdos
- Música de Improviso
- Quem Sou Eu?
- Karaoke em Marcha Atrás
- Marcha Atrás
- Cenário Invertido
- Quantos Cabem?
- A Desenhar é Que a Gente se Entende
- Passa-me o Frango
- Passo a Passo
- Jogo do Sério
- Treme Treme
- Qual é a Música?

## Temporadas

### Temporadas regulares
| Resumo | Resumo | Episódios | Episódios | Originalmente exibido   | Originalmente exibido  |
| Resumo | Resumo | Episódios | Episódios | Estreia da temporada    | Final da temporada     |
| ------ | ------ | --------- | --------- | ----------------------- | ---------------------- |
|        | 1      | 18        | 18        | 13 de janeiro de 2013   | 12 de maio de 2013     |
|        | 2      | 13        | 13        | 16 de fevereiro de 2014 | 11 de maio de 2014     |
|        | 3      | 6         | 6         | 8 de outubro de 2017    | 12 de novembro de 2017 |
|        | 4      | 20        | 20        | 8 de janeiro de 2023    | 31 de dezembro de 2023 |

### Temporadas especiais
| Resumo | Resumo | Episódios | Episódios | Originalmente exibido  | Originalmente exibido  | Originalmente exibido |
| Resumo | Resumo | Episódios | Episódios | Estreia da temporada   | Final da temporada     | Emissora              |
| ------ | ------ | --------- | --------- | ---------------------- | ---------------------- | --------------------- |
|        | 1      | 32        | 32        | 6 de março de 2023     | 24 de junho de 2023    | SIC                   |
|        | 2      | 23        | 23        | 10 de janeiro de 2024  | 1 de fevereiro de 2024 | OPTO                  |
|        | 3      | 3         | 3         | 22 de dezembro de 2024 | 31 de dezembro de 2024 | SIC / OPTO            |

## 1.ª temporada
| N.º na série | N.º na temp. | Título        | Exibição original       | Audiências (em milhões) |
| ------------ | ------------ | ------------- | ----------------------- | ----------------------- |
| 1            | 1            | "Episódio 1"  | 13 de janeiro de 2013   | 0.92                    |
| 2            | 2            | "Episódio 2"  | 20 de janeiro de 2013   | 1.12                    |
| 3            | 3            | "Episódio 3"  | 27 de janeiro de 2013   | 1.03                    |
| 4            | 4            | "Episódio 4"  | 3 de fevereiro de 2013  | 0.99                    |
| 5            | 5            | "Episódio 5"  | 10 de fevereiro de 2013 | 1.32                    |
| 6            | 6            | "Episódio 6"  | 17 de fevereiro de 2013 | 1.22                    |
| 7            | 7            | "Episódio 7"  | 24 de fevereiro de 2013 | 1.22                    |
| 8            | 8            | "Episódio 8"  | 3 de março de 2013      | 1.07                    |
| 9            | 9            | "Episódio 9"  | 10 de março de 2013     | 1.05                    |
| 10           | 10           | "Episódio 10" | 17 de março de 2013     | 1.00                    |
| 11           | 11           | "Episódio 11" | 24 de março de 2013     | 1.03                    |
| 12           | 12           | "Episódio 12" | 31 de março de 2013     | 1.18                    |
| 13           | 13           | "Episódio 13" | 7 de abril de 2013      | 1.07                    |
| 14           | 14           | "Episódio 14" | 14 de abril de 2013     | 0.86                    |
| 15           | 15           | "Episódio 15" | 21 de abril de 2013     | 0.75                    |
| 16           | 16           | "Episódio 16" | 28 de abril de 2013     | 0.91                    |
| 17           | 17           | "Episódio 17" | 5 de maio de 2013       | 0.91                    |
| 18           | 18           | "Episódio 18" | 12 de maio de 2013      | 0.99                    |

## 2.ª temporada
| N.º na série | N.º na temp. | Título        | Exibição original       | Audiências (em milhões) |
| ------------ | ------------ | ------------- | ----------------------- | ----------------------- |
| 19           | 1            | "Episódio 1"  | 16 de fevereiro de 2014 | 1.00                    |
| 20           | 2            | "Episódio 2"  | 23 de fevereiro de 2014 | 0.94                    |
| 21           | 3            | "Episódio 3"  | 2 de março de 2014      | 1.04                    |
| 22           | 4            | "Episódio 4"  | 9 de março de 2014      | 0.81                    |
| 23           | 5            | "Episódio 5"  | 16 de março de 2014     | 0.86                    |
| 24           | 6            | "Episódio 6"  | 23 de março de 2014     | 0.83                    |
| 25           | 7            | "Episódio 7"  | 30 de março de 2014     | 0.71                    |
| 26           | 8            | "Episódio 8"  | 6 de abril de 2014      | 0.68                    |
| 27           | 9            | "Episódio 9"  | 13 de abril de 2014     | 0.69                    |
| 28           | 10           | "Episódio 10" | 20 de abril de 2014     | 0.54                    |
| 29           | 11           | "Episódio 11" | 27 de abril de 2014     | 0.62                    |
| 30           | 12           | "Episódio 12" | 4 de maio de 2014       | 0.50                    |
| 31           | 13           | "Episódio 13" | 11 de maio de 2014      | 0.57                    |

## 3.ª temporada
| N.º na série | N.º na temp. | Título       | Exibição original      | Audiências (em milhões) |
| ------------ | ------------ | ------------ | ---------------------- | ----------------------- |
| 32           | 1            | "Episódio 1" | 8 de outubro de 2017   | 0.94                    |
| 33           | 2            | "Episódio 2" | 15 de outubro de 2017  | 0.80                    |
| 34           | 3            | "Episódio 3" | 22 de outubro de 2017  | 0.79                    |
| 35           | 4            | "Episódio 4" | 29 de outubro de 2017  | 0.67                    |
| 36           | 5            | "Episódio 5" | 5 de novembro de 2017  | 0.73                    |
| 37           | 6            | "Episódio 6" | 12 de novembro de 2017 | 0.74                    |

## 4.ª temporada
A quarta temporada do Vale Tudo estreou na SIC a 8 de janeiro e terminou a 29 de abril de 2023. É exibido aos domingos. A partir de 1 de abril, passou também a ser exibido aos sábados.
Teve um especial de Fim de Ano emitido a 31 de dezembro de 2023.

### Episódios
| N.º na série | N.º na temp. | Título                             | Exibição original       | Audiências (em milhões) |
| ------------ | ------------ | ---------------------------------- | ----------------------- | ----------------------- |
| 38           | 1            | "Episódio 1"                       | 8 de janeiro de 2023    | 1.22                    |
| 39           | 2            | "Episódio 2"                       | 15 de janeiro de 2023   | ASD                     |
| 40           | 3            | "Episódio 3"                       | 22 de janeiro de 2023   | ASD                     |
| 41           | 4            | "Episódio 4"                       | 29 de janeiro de 2023   | ASD                     |
| 42           | 5            | "Episódio 5"                       | 5 de fevereiro de 2023  | ASD                     |
| 43           | 6            | "Episódio 6"                       | 12 de fevereiro de 2023 | ASD                     |
| 44           | 7            | "Episódio 7"                       | 19 de fevereiro de 2023 | ASD                     |
| 45           | 8            | "Episódio 8"                       | 25 de fevereiro de 2023 | ASD                     |
| 46           | 9            | "Episódio 9"                       | 26 de fevereiro de 2023 | ASD                     |
| 47           | 10           | "Episódio 10"                      | 5 de março de 2023      | ASD                     |
| 48           | 11           | "Episódio 11"                      | 11 de março de 2023     | ASD                     |
| 49           | 12           | "Episódio 12"                      | 12 de março de 2023     | ASD                     |
| 50           | 13           | "Episódio 13"                      | 19 de março de 2023     | ASD                     |
| 51           | 14           | "Episódio 14"                      | 26 de março de 2023     | ASD                     |
| 52           | 15           | "Episódio 15"                      | 1 de abril de 2023      | ASD                     |
| 53           | 16           | "Episódio 16"                      | 2 de abril de 2023      | ASD                     |
| 54           | 17           | "Episódio 17"                      | 15 de abril de 2023     | ASD                     |
| 55           | 18           | "Episódio 18"                      | 22 de abril de 2023     | ASD                     |
| 56           | 19           | "Episódio 19"                      | 29 de abril de 2023     | ASD                     |
| 57           | 20           | "Episódio 20: Especial Fim de Ano" | 31 de dezembro de 2023  | ASD                     |

## Vale Tudo: Especial
Vale Tudo: Especial é um especial em direto do Vale Tudo emitido de segunda à sexta que estreou na SIC a 6 de março. A segunda temporada foi exibida na OPTO. Na terceira temporada, passou a ser exibida simultaneamente na SIC e na OPTO.

### 1.ª temporada (2023)
| N.º na série | N.º na temp. | Título                        | Exibição original   | Audiências (em milhões) |
| ------------ | ------------ | ----------------------------- | ------------------- | ----------------------- |
| 1            | 1            | "Episódio 1"                  | 6 de março de 2023  | ASD                     |
| 2            | 2            | "Episódio 2"                  | 7 de março de 2023  | ASD                     |
| 3            | 3            | "Episódio 3"                  | 8 de março de 2023  | ASD                     |
| 4            | 4            | "Episódio 4"                  | 10 de março de 2023 | ASD                     |
| 5            | 5            | "Episódio 5"                  | 13 de março de 2023 | ASD                     |
| 6            | 6            | "Episódio 6"                  | 14 de março de 2023 | ASD                     |
| 7            | 7            | "Episódio 7"                  | 15 de março de 2023 | ASD                     |
| 8            | 8            | "Episódio 8"                  | 17 de março de 2023 | ASD                     |
| 9            | 9            | "Episódio 9"                  | 20 de março de 2023 | ASD                     |
| 10           | 10           | "Episódio 10"                 | 21 de março de 2023 | ASD                     |
| 11           | 11           | "Episódio 11"                 | 22 de março de 2023 | ASD                     |
| 12           | 12           | "Episódio 12"                 | 23 de março de 2023 | ASD                     |
| 13           | 13           | "Episódio 13"                 | 24 de março de 2023 | ASD                     |
| 14           | 14           | "Episódio 14"                 | 27 de março de 2023 | ASD                     |
| 15           | 15           | "Episódio 15"                 | 28 de março de 2023 | ASD                     |
| 16           | 16           | "Episódio 16"                 | 29 de março de 2023 | ASD                     |
| 17           | 17           | "Episódio 17"                 | 30 de março de 2023 | ASD                     |
| 18           | 18           | "Episódio 18"                 | 31 de março de 2023 | ASD                     |
| 19           | 19           | "Episódio 19"                 | 3 de abril de 2023  | ASD                     |
| 20           | 20           | "Episódio 20"                 | 4 de abril de 2023  | ASD                     |
| 21           | 21           | "Episódio 21"                 | 5 de abril de 2023  | ASD                     |
| 22           | 22           | "Episódio 22"                 | 6 de abril de 2023  | ASD                     |
| 23           | 23           | "Episódio 23"                 | 11 de abril de 2023 | ASD                     |
| 24           | 24           | "Episódio 24"                 | 12 de abril de 2023 | ASD                     |
| 25           | 25           | "Episódio 25"                 | 14 de abril de 2023 | ASD                     |
| 26           | 26           | "Episódio 26"                 | 15 de abril de 2023 | ASD                     |
| 27           | 27           | "Episódio 27"                 | 17 de abril de 2023 | ASD                     |
| 28           | 28           | "Episódio 28"                 | 19 de abril de 2023 | ASD                     |
| 29           | 29           | "Episódio 29"                 | 21 de abril de 2023 | ASD                     |
| 30           | 30           | "Episódio 30"                 | 30 de abril de 2023 | ASD                     |
| 31           | 31           | "Episódio 31"                 | 6 de maio de 2023   | ASD                     |
| 32           | 32           | "Episódio 32: Especial Verão" | 24 de junho de 2023 | ASD                     |

### 2.ª temporada (2024)
| N.º na série | N.º na temp. | Título        | Exibição original      |
| ------------ | ------------ | ------------- | ---------------------- |
| 33           | 1            | "Episódio 1"  | 10 de janeiro de 2024  |
| 34           | 2            | "Episódio 2"  | 11 de janeiro de 2024  |
| 35           | 3            | "Episódio 3"  | 12 de janeiro de 2024  |
| 36           | 4            | "Episódio 4"  | 13 de janeiro de 2024  |
| 37           | 5            | "Episódio 5"  | 14 de janeiro de 2024  |
| 38           | 6            | "Episódio 6"  | 15 de janeiro de 2024  |
| 39           | 7            | "Episódio 7"  | 16 de janeiro de 2024  |
| 40           | 8            | "Episódio 8"  | 17 de janeiro de 2024  |
| 41           | 9            | "Episódio 9"  | 18 de janeiro de 2024  |
| 42           | 10           | "Episódio 10" | 19 de janeiro de 2024  |
| 43           | 11           | "Episódio 11" | 20 de janeiro de 2024  |
| 44           | 12           | "Episódio 12" | 21 de janeiro de 2024  |
| 45           | 13           | "Episódio 13" | 22 de janeiro de 2024  |
| 46           | 14           | "Episódio 14" | 23 de janeiro de 2024  |
| 47           | 15           | "Episódio 15" | 24 de janeiro de 2024  |
| 48           | 16           | "Episódio 16" | 25 de janeiro de 2024  |
| 49           | 17           | "Episódio 17" | 26 de janeiro de 2024  |
| 50           | 18           | "Episódio 18" | 27 de janeiro de 2024  |
| 51           | 19           | "Episódio 19" | 28 de janeiro de 2024  |
| 52           | 20           | "Episódio 20" | 29 de janeiro de 2024  |
| 53           | 21           | "Episódio 21" | 30 de janeiro de 2024  |
| 54           | 22           | "Episódio 22" | 31 de janeiro de 2024  |
| 55           | 23           | "Episódio 23" | 1 de fevereiro de 2024 |

### 3.ª temporada (2024)
| N.º na série | N.º na temp. | Título                             | Exibição original      |
| ------------ | ------------ | ---------------------------------- | ---------------------- |
| 56           | 1            | "Episódio 1"                       | 22 de dezembro de 2024 |
| 57           | 2            | "Episódio 2"                       | 29 de dezembro de 2024 |
| 58           | 3            | "Episódio 3 - Especial Fim de Ano" | 31 de dezembro de 2024 |

## Elenco
| Elenco               | Temporada | Temporada | Temporada | Temporada |
| Elenco               | 1         | 2         | 3         | 4         |
| -------------------- | --------- | --------- | --------- | --------- |
| César Mourão         |           |           |           |           |
| Rui Unas             |           |           |           |           |
| Inês Castel-Branco   |           |           |           |           |
| Luciana Abreu        |           |           |           |           |
| Filomena Cautela     |           |           |           |           |
| João Ricardo         |           |           |           |           |
| Custódia Gallego     |           |           |           |           |
| Joaquim Horta        |           |           |           |           |
| Dânia Neto           |           |           |           |           |
| João Paulo Rodrigues |           |           |           |           |
| Pedro Granger        |           |           |           |           |
| Vera Kolodzig        |           |           |           |           |
| Manuel Marques       |           |           |           |           |
| Eduardo Madeira      |           |           |           |           |
| Salvador Martinha    |           |           |           |           |
| Cleia Almeida        |           |           |           |           |
| Cecília Henriques    |           |           |           |           |
| Nuno Markl           |           |           |           |           |
| Júlia Palha          |           |           |           |           |
| Renato Godinho       |           |           |           |           |
| Inês Lopes Gonçalves |           |           |           |           |
| Sofia Ribeiro        |           |           |           |           |
| Jéssica Athayde      |           |           |           |           |
| Cláudia Vieira       |           |           |           |           |
| Isabela Valadeiro    |           |           |           |           |
| Bárbara Branco       |           |           |           |           |
| João Jesus           |           |           |           |           |
| João Paulo Sousa     |           |           |           |           |